# William Costes
William Costes est un pilote français né le 1er juillet 1972 à Clermont-Ferrand. Il participe à différents championnats du monde moto de vitesse et d'endurance (250 cm³, 600 cm³ et 1000 cm³) entre 1996 et 2010.
Depuis 2011 il se consacre à la gestion de son école de pilotage BMC et est pilote développement pour Michelin.

## Biographie
William Costes est né à Clermont-Ferrand tout proche du circuit de Charade. Il est marié et a deux filles.
Il débute très tôt à l'âge de 3 ans par la mini moto. À partir de 1989 il participe au championnat de France moto vitesse d'abord en 125 cm³ et 250 cm³ avec des résultats prometteurs.
Puis à partir de 1995, il passe à la moto 600 cm³ 4 TPS Supersport. Après deux bonnes saisons dont le titre du trophée Thunderbike en 1996, il est engagé par Honda et Hervé Poncheral chez Tech 3 pour épauler Olivier Jacque en championnat du monde de vitesse 250 cm³.
Après deux saisons (1997 et 1998) difficiles 1998 difficile (en raison d'un problème de châssis), il décide de se réorienter vers l'endurance et intègre, toujours chez Honda, le championnat du monde 600 cm³ avec une 10e place au général et un podium.
Depuis 2001, il se consacre au championnat du monde d'endurance avec trois marques différentes (Yamaha, Honda et Suzuki) en tant que pilote officiel (quatre victoires aux 24 Heures Moto, une victoire au Bol d'or et aux 24 Heures de Spa, un titre de champion du monde en 2004, ainsi que de multiples podium en championnat du monde).
Il devient en même temps pilote de développement Michelin avec notamment des essais concluants en 2008 sur la Moto GP M1 (moto de Rossi Edwards) de l'équipe Tech 3 et participe en 2009 et 2010 au championnat du monde d'endurance avec la structure officielle de Michelin (équipe MPRT Honda).
Il est victime d'un accrochage très violent avec des « retardataires » au Bol d'or en septembre 2010 alors qu'il termine sa 20e saison à haut niveau. À la suite de cet accident, il décide de mettre un terme à sa carrière sportive et va se consacrer à la gestion de son école de pilotage BMC tout en restant pilote de développement Michelin.

## Palmarès
- 1993-94 : pilote en championnat de France 250 cm³ (2e en championnat de France et 4e au championnat d'Europe)
- 1995 : 2e du championnat de France 600 cm³ Supersport
- 1996 (Honda) : vainqueur du Bol d'or, 2e aux 24 Heures Moto, vainqueur du trophée Thunderbike (ancêtre du championnat du monde 600 cm³)
- 1997 (Honda) : 2e au Bol d'or
- 1998 (Honda) : vainqueur des 24 Heures de Spa, 3e au Bol d'or
- 1999 (Honda) : 10e au championnat du monde 600 cm³ Supersport (1 podium)
- 2000 (Honda) : vainqueur des 24 Heures Moto, 3e au Bol d'or
- 2001 (Honda) : 3e au Bol d'or
- 2002 (Suzuki) : 4e des 24 Heures Moto, vainqueur des 6 Heures de Brno
- 2003 (Yamaha) : 3e au Bol d'or, 3e au championnat du monde d'endurance
- 2004 (Yamaha) : champion du monde d'endurance (victoire en Chine et en Allemagne)
- 2005 (Yamaha) : vainqueur des 24 Heures Moto, 2e au Bol d'or
- 2006 (Suzuki)
- 2007 (Suzuki) : vainqueur des 24 Heures Moto, 3e au Bol d'or
- 2008 (Yamaha) : vainqueur des 24 Heures Moto, 2e au Bol d'or
- 2009
- 2010